# Jørn Henrik Olsen
Jørn Henrik Olsen (født 28. april 1956) er en dansk teolog, billedkunstner, forfatter og foredragsholder.

Jørn Henrik Olsen blev uddannet med en kandidat i teologi fra Købehavns Universitet. Herefter har han arbejdet i Tanzania fra 1986-94, hvorefter han han blev ansat ved Købehavns Universitet fra 1995-2009 først med et kandidatstipendium og sidst som lektor. I 2010 blev han fakultetsleder på Menighedsfakultetet i Aarhus. Jørn gik selvstændig i 2014 som foredragsholder, forfatter og billedkunstner. 

### Bøger
- Den blå ild - ensomhedens længsel og skønhedens smerte - essays og malerier (2016) ISBN 9788799542024
- Den brudte skønhed - essays om sorg, melankoli og kunst (2018) ISBN 9788799542031
- Livstid i mørket - essays om sorg, ensomhed og livsmod (2019) ISBN 9788799542048
- Et liv med mellemrum - korte essays (2020) ISBN 9788799542055

1. ↑  Baggrundsinfo